# Rosemarie Ackermann
Rosemarie Ackermann (Lohsa, 1952. április 4. –) olimpiai és Európa-bajnok német atléta, magasugró.

## Pályafutása
1972-ben hetedik lett a müncheni olimpiai játékokon. Két évvel később, 1,95-ös új világrekorddal lett Európa-bajnok Rómában. A következő évben feleségül ment Manfred Ackermann kézilabdázóhoz. Ebben az időszakban három egymást követő évben (1974, 1975, 1976) nyerte meg a fedett pályás kontinensbajnokságot.
Az 1976-os montreali olimpiára már nagy esélyesként érkezett. A döntőben új olimpiai rekordot ugrott, és végül két centiméterrel teljesített jobbat, mint az ezüstérmes Sara Simeoni. Hetekkel a 78-as Európa-bajnokság előtt Simeoni megdöntötte Rosmarie világrekordját, majd Prágában is legyőzte.
1980-ban is részt vett az olimpián. Moszkvában nem védte meg címét, Simeoni, Urszula Kielan és Jutta Kirst mögött csak negyedik lett.

## Egyéni legjobbjai
- Magasugrás - 2,00 méter (1977)